# المقفي (عبس)

تعديل مصدري - تعديل

المقفي هي إحدى قرى عزلة بني ثواب بمديرية عبس التابعة لمحافظة حجة، بلغ تعداد سكانها 532 نسمة حسب تعداد اليمن لعام 2004.